# 4. ústřední výkonný výbor Komunistické strany Číny
4. ústřední výkonný výbor Komunistické strany Číny (čínsky pchin-jinem Zhōngguó Gòngchǎndǎng dìsìjiè Zhōngyāng Zhíxíng Wěiyuánhuì, znaky zjednodušené 中国共产党第四届中央执行委员会) byl nejvyšší orgán Komunistické strany Číny v letech 1925–1927, mezi IV. a V. sjezdem. Na IV. sjezdu pořádaném v Šanghaji v lednu 1925 jeho delegáti zvolili ústřední výkonný výbor o devíti členech a pěti kandidátech, generálním tajemníkem výkonného výboru se stal Čchen Tu-siou. Užší vedení strany tvořilo pětičlenné 4. ústřední byro.

## Složení
Členové ústředního výkonného výboru:
- Čchen Tu-siou (陈独秀), generální tajemník ústředního výkonného výboru,
- Li Ta-čao (李大釗, zatčen a zabit v dubnu 1927),
- Cchaj Che-sen (蔡和森),
- Čang Kuo-tchao (张国焘),
- Siang Jing (项英),
- Čchü Čchiou-paj (瞿秋白),
- Pcheng Šu-č’ (彭述之),
- Tchan Pching-šan (谭平山),
- Li Wej-chan (李维汉).
- Siang Ťing-jü (向警予, žena, od května 1925)

Kandidáti ústředního výkonného výboru:
- Teng Pchej (邓培),
- Wang Che-po (王荷波),
- Luo Čang-lung (罗章龙),
- Čang Tchaj-lej (张太雷),
- Ču Ťin-tchang (朱锦堂).

Členové 4. ústředního byra: Čchen Tu-siou, Pcheng Šu-č’, Čang Kuo-tchao, Cchaj Che-sen, Čchü Čchiou-paj (do května 1925), Siang Ťing-jü (od května 1925).
Členové stálého výboru (ve Wu-chanu) v dubnu–květnu 1927: Čchü Čchiou-paj, Tchan Pching-šan, Čang Kuo-tchao.